# Algis Vaičeliūnas

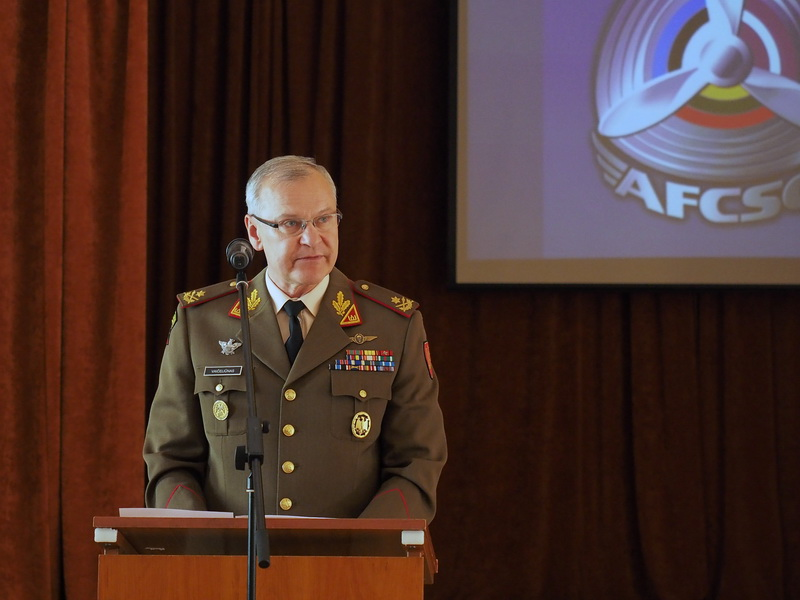
Algis Vaičeliūnas (2017)

Algis Vaičeliūnas (* 13. November 1964 in Panevėžys) ist ein ehemaliger litauischer Brigadegeneral, der zuletzt Kommandant der General-Jonas-Žemaitis-Militärakademie war. Seit Dezember 2018 ist er Mitglied der Sozialdemokratischen Partei Litauens (LSDP).

## Leben
Algis Vaičeliūnas wurde 1964 in Panevėžys, im Norden der damaligen Litauischen SSR geboren.

### Militärische Laufbahn
Von 1983 bis 1986 besuchte Vaičeliūnas die Schule für Militärtechnik der Luftfahrt in Kaliningrad und wurde zum Radiotechniker ausgebildet. Nach dem Abschluss diente er in der Roten Armee und absolvierte von 1988 bis 1990 ein Fernstudium an der Hochschule für Kriegsluftfahrtingenieurwesen in Riga.
Nach Wiedererlangung der Unabhängigkeit des Landes trat er der litauischen Armee bei und durchlief in den nächsten Jahren verschiedene Verwendungen und Weiterbildungen. So besuchte von 1994 bis 1996 er ein Aufbaustudium an der Universität der Bundeswehr Hamburg und 1998 einen Kurs über Change Management am Europäischen Zentrum für George C. Marshall-Sicherheitsstudien in Deutschland. In den Jahren 2000 bis 2003 war er Kommandant der General-Jonas-Žemaitis-Militärakademie. Im folgenden Jahr legte er dort selber seine Prüfung zum Bachelor of Arts in Public Administration ab.
Am 23. November 2004 wurde Vaičeliūnas, von Präsident Valdas Adamkus, der Rang des Brigadegenerals verliehen. Im Dezember 2004 wurde er zum Kommandanten der Baltischen Verteidigungsakademie (BALTDEFCOL) ernannt. Nach dem Ausscheiden aus diesem Amt wurde er im April 2008 zum Generalstabschef ernannt, bis er 2011 von Vilmantas Tamošaitis abgelöst wurde. In der Folgezeit wurde er als Repräsentant seines Heimatlandes bei Hauptquartier der Alliierten Streitkräfte in Europa (SHAPE) tätig. Von 2015 bis 2017 war er Generalinspekteur im litauischen Verteidigungsministerium. Am 19. April 2017 übernahm er noch einmal das Kommando über die litauische Militärakademie und behielt dieses, bis er am 23. November 2018 in die Reserve versetzt wurde.

### Privates
Algis Vaičeliūnas ist verheiratet und Vater von zwei Söhnen. Neben seiner Muttersprache beherrscht er auch Russisch, Englisch und Deutsch.
Seine Hobbys sind Radfahren, Tennis spielen und Joggen sowie das Lesen philosophischer Bücher. Vaičeliūnas ist zudem ehemaliger Boxer.